# 20556 Midgekimble
20556 Midgekimble è un asteroide della fascia principale. Scoperto nel 1999, presenta un'orbita caratterizzata da un semiasse maggiore pari a 2,3608867 UA e da un'eccentricità di 0,1530740, inclinata di 7,55725° rispetto all'eclittica.